# 3148 Гречко
3148 Гречко (3148 Grechko) — астероїд головного поясу, відкритий 24 вересня 1979 року.
Тіссеранів параметр щодо Юпітера — 3,193.